# Canton d'Attignat
Le canton d'Attignat est une circonscription électorale française située dans le département de l'Ain en région Auvergne-Rhône-Alpes, créée par le décret du 13 février 2014 et entrée en vigueur lors des élections départementales de 2015.

## Histoire
Un nouveau découpage territorial de l'Ain entre en vigueur à l'occasion des élections départementales de mars 2015, défini par le décret du 13 février 2014, en application des lois du 17 mai 2013 (loi organique 2013-402 et loi 2013-403). Les conseillers départementaux sont, à compter de ces élections, élus au scrutin majoritaire binominal mixte. Les électeurs de chaque canton élisent au Conseil départemental, nouvelle appellation du Conseil général, deux membres de sexe différent, qui se présentent en binôme de candidats. Les conseillers départementaux sont élus pour six ans au scrutin binominal majoritaire à deux tours, l'accès au second tour nécessitant 12,5 % des inscrits au premier tour. En outre la totalité des conseillers départementaux est renouvelée. Ce nouveau mode de scrutin nécessite un redécoupage des cantons dont le nombre est divisé par deux avec arrondi à l'unité impaire supérieure si ce nombre n'est pas entier impair, assorti de conditions de seuils minimaux. Dans l'Ain, le nombre de cantons passe ainsi de 43 à 23.
Le nouveau canton d'Attignat est formé de communes des anciens cantons de Montrevel-en-Bresse (14 communes), de Viriat (4 communes) et de Péronnas (1 commune). Le canton est entièrement inclus dans l'arrondissement de Bourg-en-Bresse. Le bureau centralisateur est situé à Attignat.
Le 1er janvier 2019, Bresse Vallons est créée par regroupement de Cras-sur-Reyssouze et Étrez, ce qui réduit le nombre de communes de 19 à 18.

## Représentation
| Période élective | Période élective | Mandat | Mandat   | Identité          | Nuance | Nuance | Qualité |
| ---------------- | ---------------- | ------ | -------- | ----------------- | ------ | ------ | --- |
| 2015             | 2021             | 2015   | 2021     | Clotilde Fournier |        | DVD    | Maire de Saint-Sulpice |
| 2015             | 2021             | 2015   | 2021     | Walter Martin     |        | LR     | Maire d'Attignat Président de la commission de l'aménagement, de l'aide aux communes, de l'habitat, de la ruralité de l'agriculture et du tourisme |
| 2021             | 2028             | 2021   | en cours | Clotilde Fournier |        | DVC    | Conseillère sortante Vice-présidente déléguée à l'insertion, à l'emploi, à l'habitat et au logement                                                |
| 2021             | 2028             | 2021   | en cours | Walter Martin     |        | LR     | Conseiller sortant |

### Résultats détaillés

#### Élections de mars 2015
À l'issue du premier tour des élections départementales de 2015, trois binômes sont en ballottage : Clotilde Fournier et Walter Martin (Union de la Droite, 37,48 %), Mireille Broyer et Jean-Pierre Roche (Union de la Gauche, 33,49 %) et Virginie Gagneux et Yves Philippe (FN, 29,03 %). Le taux de participation est de 53,28 % (8 919 votants sur 16 739 inscrits) contre 48,99 % au niveau départemental et 50,17 % au niveau national.
Au second tour, Clotilde Fournier et Walter Martin (Union de la Droite) sont élus avec 43,56 % des suffrages exprimés et un taux de participation de 56,98 % (4 038 voix pour 9 539 votants et 16 741 inscrits).

#### Élections de juin 2021
Le premier tour des élections départementales de 2021 est marqué par un très faible taux de participation (33,26 % au niveau national). Dans le canton d'Attignat, ce taux de participation est de 31,94 % (5 803 votants sur 18 167 inscrits) contre 31,48 % au niveau départemental. À l'issue de ce premier tour, deux binômes sont en ballottage : Clotilde Fournier et Walter Martin (Union au centre et à droite, 52,74 %) et Nadine Bozonnet et Jean-Yves Brevet (Union à gauche avec des écologistes, 28,43 %).
Le second tour des élections est marqué une nouvelle fois par une abstention massive équivalente au premier tour. Les taux de participation sont de 34,3 % au niveau national, 31,83 % dans le département et 34,46 % dans le canton d'Attignat. Clotilde Fournier et Walter Martin (Union au centre et à droite) sont élus avec 66,76 % des suffrages exprimés (3 938 voix pour 6 260 votants et 18 167 inscrits),.

## Composition
Le nouveau canton d'Attignat comprend dix-huit communes entières :
| Nom                              | Code Insee | Intercommunalité                | Superficie (km2) | Population (dernière pop. légale) | Densité (hab./km2) | Modifier                                    |
| -------------------------------- | ---------- | ------------------------------- | ---------------- | --------------------------------- | ------------------ | ------------------------------------------- |
| Attignat (bureau centralisateur) | 01024      | CA du Bassin de Bourg-en-Bresse | 18,69            | 3 372 (2022)                      | 180                | modifier les données · modifier les données |
| Béréziat                         | 01040      | CA du Bassin de Bourg-en-Bresse | 10,83            | 481 (2022)                        | 44                 | modifier les données · modifier les données |
| Bresse Vallons                   | 01130      | CA du Bassin de Bourg-en-Bresse | 25,98            | 2 393 (2022)                      | 92                 | modifier les données · modifier les données |
| Buellas                          | 01065      | CA du Bassin de Bourg-en-Bresse | 10,21            | 1 884 (2022)                      | 185                | modifier les données · modifier les données |
| Confrançon                       | 01115      | CA du Bassin de Bourg-en-Bresse | 18,17            | 1 357 (2022)                      | 75                 | modifier les données · modifier les données |
| Curtafond                        | 01140      | CA du Bassin de Bourg-en-Bresse | 12,41            | 805 (2022)                        | 65                 | modifier les données · modifier les données |
| Foissiat                         | 01163      | CA du Bassin de Bourg-en-Bresse | 40,36            | 2 024 (2022)                      | 50                 | modifier les données · modifier les données |
| Jayat                            | 01196      | CA du Bassin de Bourg-en-Bresse | 16,30            | 1 276 (2022)                      | 78                 | modifier les données · modifier les données |
| Malafretaz                       | 01229      | CA du Bassin de Bourg-en-Bresse | 9,19             | 1 235 (2022)                      | 134                | modifier les données · modifier les données |
| Marsonnas                        | 01236      | CA du Bassin de Bourg-en-Bresse | 18,38            | 1 034 (2022)                      | 56                 | modifier les données · modifier les données |
| Montcet                          | 01259      | CA du Bassin de Bourg-en-Bresse | 6,68             | 715 (2022)                        | 107                | modifier les données · modifier les données |
| Montracol                        | 01264      | CA du Bassin de Bourg-en-Bresse | 14,56            | 1 008 (2022)                      | 69                 | modifier les données · modifier les données |
| Montrevel-en-Bresse              | 01266      | CA du Bassin de Bourg-en-Bresse | 10,27            | 2 661 (2022)                      | 259                | modifier les données · modifier les données |
| Polliat                          | 01301      | CA du Bassin de Bourg-en-Bresse | 20,07            | 2 694 (2022)                      | 134                | modifier les données · modifier les données |
| Saint-Didier-d'Aussiat           | 01346      | CA du Bassin de Bourg-en-Bresse | 15,22            | 845 (2022)                        | 56                 | modifier les données · modifier les données |
| Saint-Martin-le-Châtel           | 01375      | CA du Bassin de Bourg-en-Bresse | 12,77            | 784 (2022)                        | 61                 | modifier les données · modifier les données |
| Saint-Sulpice                    | 01387      | CA du Bassin de Bourg-en-Bresse | 5,26             | 259 (2022)                        | 49                 | modifier les données · modifier les données |
| Vandeins                         | 01429      | CA du Bassin de Bourg-en-Bresse | 9,40             | 725 (2022)                        | 77                 | modifier les données · modifier les données |
| Canton d'Attignat                | 0102       |                                 | 274,75           | 25 552 (2022)                     | 93                 | modifier les données                        |

## Démographie
En 2022, le canton comptait 25 552 habitants, en évolution de +3,92 % par rapport à 2016 (Ain : +5,15 %, France hors Mayotte : +2,11 %).
| 2013   | 2018   | 2022   |
| ------ | ------ | ------ |
| 24 004 | 24 762 | 25 552 |